# 迷途彎貝介
迷途彎貝介（学名：Loxoconcha mitoui）为彎貝介科彎貝介屬下的一个种。